# C. Bechstein Pianofortefabrik
C. Bechstein Pianofortefabrik (eller blot Bechstein) er en tysk klaver- og flygelproducent. Virksomheden blev grundlagt i 1853 i Berlin af Carl Bechstein.
Virksomheden har i dag hovedkvarter i Berlin og beskæftiger ca. 360 ansatte.